# Hladový algoritmus

Příklad selhání hladového algoritmu v optimalizační úloze (nalezení největšího součtu v grafu).

Hladový algoritmus (anglicky greedy search) je jedním z možných způsobů řešení optimalizačních úloh v matematice a informatice. V každém svém kroku vybírá lokální minimum, přičemž existuje šance, že takto nalezne minimum globální. Hladový algoritmus se uplatní v případě, kdy je třeba z množiny určitých objektů vybrat takovou podmnožinu, která splňuje jistou předem danou vlastnost a navíc má minimální (případně maximální) ohodnocení. Ohodnocení je obvykle reálné číslo w, přiřazené každému objektu dané množiny, ohodnocení množiny A je definováno jako {\displaystyle {\mathit {w(A)}}=\sum _{a\in A}w(a)}.

## Algoritmus
1. všechny prvky původní množiny setřídíme do posloupnosti podle rostoucí nebo klesající váhy podle toho, zda chceme výsledek minimalizovat nebo maximalizovat
2. položíme {\displaystyle A_{0}=\emptyset }
3. postupně procházíme posloupnost a vytváříme množiny {\displaystyle A_{i}}
  - splňuje-li množina {\displaystyle A_{i-1}\cup \{i\}} danou podmínku, položíme {\displaystyle A_{i}=A_{i-1}\cup \{i\}}
  - jinak {\displaystyle A_{i}=A_{i-1}}
4. projdeme-li takto celou původní množinu, obsahuje množina {\displaystyle A_{n}} prvky, splňující danou vlastnost, a to takové, že součet jejich ohodnocení je minimální (maximální)

## Různé významy hladového algoritmu
Pojem hladový algoritmus se (i zde) používá ve dvou významech:
- 1) druh (optimalizačních) problémů, které jsou správně řešeny hladovým algoritmem
- 2) hladová heuristika

### Problémy řešitelné hladovým algoritmem
Některé optimalizační problémy jsou řešitelné hladovým algoritmem (popsaným výše), přičemž je zaručeno, že takový algoritmus najde globálně optimální řešení. Z níže popsaných mezi ně patří hledání kostry grafu, problém batohu pro dělitelné předměty a dále např. stavba Huffmanova stromu v Huffmanově kódování.
Teorie je založena na matroidech.
Obecnější přístup použitelný na víc problémů je dynamické programování.

### Hladová heuristika
I když hladový algoritmus nevede ke globálně optimálnímu řešení, můžeme hladový výběr z přípustných možností použít jako heuristiku, která snad vrátí dostatečně dobré řešení. Například v problému obchodního cestujícího lze jako prodloužení cesty vybírat nejbližší ještě nenavštívené město.
Takto se hladová heuristika používá pro řešení NP-těžkých problémů, protože pro ně není znám efektivní způsob přesného řešení. Hladovou heuristiku lze použít v aproximačních algoritmech anebo ji s nimi zkombinovat, tj. jednou se vyřeší problém aproximačně se zárukou chyby a pak mnohokrát heuristicky.
Z hlediska prohledávání stavového prostoru hladový výběr změn je způsob lokálního prohledávání.

## Příklady
Hladové algoritmy se uplatňují například v následujících úlohách:
- hledání minimální kostry grafu — Kruskalův algoritmus, Jarníkův algoritmus a Borůvkův algoritmus
- budování Huffmanova stromu v Huffmanově kódování
- problém batohu pro dělitelné předměty (zlatý písek, diamantový prach apod.)

Hladovou heuristiku nelze použít např. pro
- problém obchodního cestujícího
- problém batohu pro nedělitelné předměty: máme dáno n předmětů. Pro každý předmět {\displaystyle i=1,\ldots ,n} máme dánu hmotnost W[i] a cenu P[i]. Je dána kapacita C. Úkolem je najít takovou podmnožinu množiny předmětů, pro niž platí {\displaystyle \sum _{i=1}^{n}x[i]\cdot W[i]\leq C} a zároveň je celková cena batohu {\displaystyle \sum _{i=1}^{n}x[i]\cdot P[i]} je co největší (x je vektor; je-li x[i] = 1, pak i-tý předmět do dané podmnožiny patří, je-li x[i] = 0, pak do ní nepatří). Pro nepřesné (suboptimální) řešení této úlohy pomocí hladového algoritmu stačí setřídit předměty podle rostoucího poměru cena/hmotnost, podmínka na množinu je, že součet hmotností předmětů musí být menší nebo roven C.
- pro problém vrcholového pokrytí dává hladová heuristika pro některé grafy libovolněkrát horší výsledky než aproximační algoritmus